# 1945 en musique classique
| \| • Retour à la chronologie générale de la musique classique • \| |
| Grèce • Rome • Haut Moyen Âge • VIIIe siècle • IXe siècle • Xe siècle • XIe siècle XIIe siècle • XIIIe siècle • XIVe siècle • XVe siècle • XVIe siècle • XVIIe siècle XVIIIe siècle • XIXe siècle • XXe siècle • XXIe siècle |
| • Retour à la chronologie générale de la musique classique • |

| Années en musique classique : 1942 - 1943 - 1944 - 1945 - 1946 - 1947 - 1948    |
| Décennies en musique classique : 1910 - 1920 - 1930 - 1940 - 1950 - 1960 - 1970 |

## Événements

### Créations
- 13 janvier : La Symphonie no 5 en si bémol majeur de Serge Prokofiev, créée à Moscou par l'Orchestre symphonique de la fédération de Russie dirigé par le compositeur.
- 2 mars :  Les Forains, sur une chorégraphie de Roland Petit, une musique d’Henri Sauguet et un argument de Boris Kochno, créé au théâtre des Champs-Élysées à Paris.
- 21 avril : Un soir de neige de Francis Poulenc, cantate de chambre sur des textes de Paul Éluard, créée à Paris lors d'un concert de la Pléiade.
- 12 octobre : Jeu de cartes, premier spectacle du Ballet des Champs-Élysées sur une musique d’Igor Stravinsky et une chorégraphie de Janine Charrat.
- 14 octobre : Le Déjeuner sur l’herbe, sur une chorégraphie de Roland Petit.
- 4 novembre : La Symphonie no 3 Delle Campane de Gian Francesco Malipiero, créée à Florence sous la direction d'Igor Markevitch.
- 5 novembre : La Symphonie no 9 en mi bémol majeur de Dmitri Chostakovitch, créée à Leningrad par Ievgueni Mravinski.
- 10 novembre : La Symphonie no 1 de Michael Tippett, créée à Liverpool.
- 21 novembre : Cendrillon, ballet de Serge Prokofiev, créé au théâtre Bolchoï.

### Autres
- 1er janvier : concert du nouvel an de l'orchestre philharmonique de Vienne au Musikverein, dirigé par Clement Kraus.
- 8 mai : La soprano Lily Pons entonne la Marseillaise sur le parvis de l’Opéra de Paris le jour de signature de l’acte de capitulation.
- Fondation de l'Orchestre symphonique d'Atlanta.
- Fondation de l'Orchestre Philharmonia par Walter Legge.
- Fondation de l'Orchestre philharmonique de la radio néerlandaise (Radio Filharmonisch Orkest, Hilversum).
- Fondation de l'Orchestre symphonique de la radio de Vienne.
- Fondation de l'Orchestre symphonique de la radio de Stuttgart.
- Fondation de l'Orchestre de chambre de Stuttgart par Karl Münchinger.
- Création du Cheltenham Music Festival.

## Prix
- Le ballet Appalachian Spring d'Aaron Copland reçoit le Prix Pulitzer de musique.

## Naissances

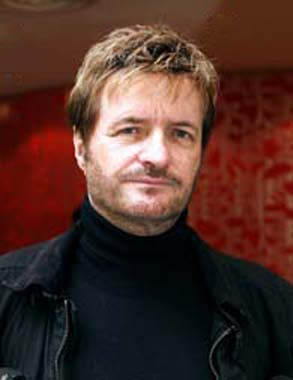
Mario Litwin

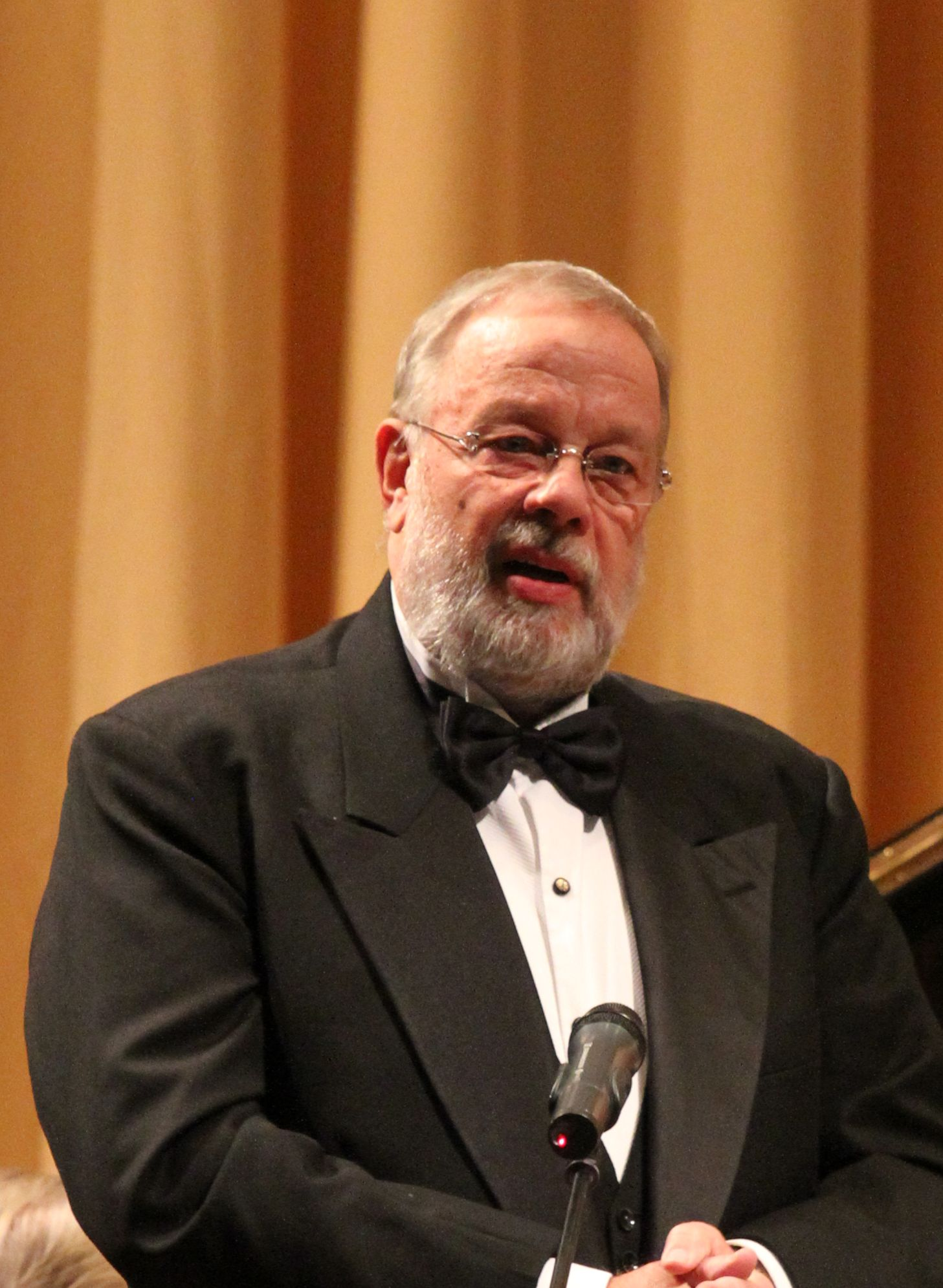
Matti Salminen

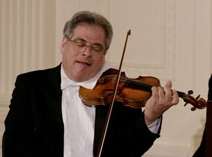
Itzhak Perlman

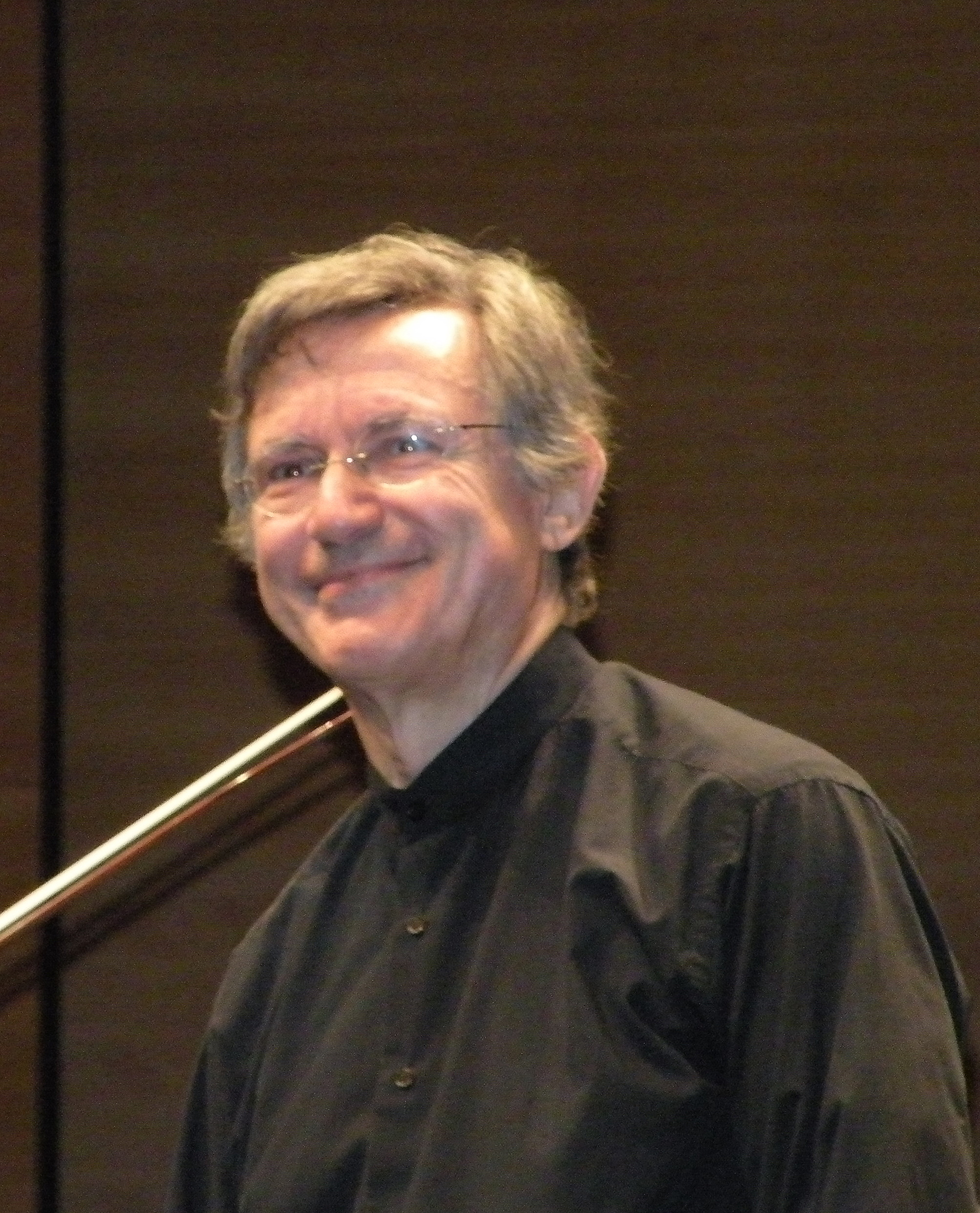
Jean-Jacques Kantorow

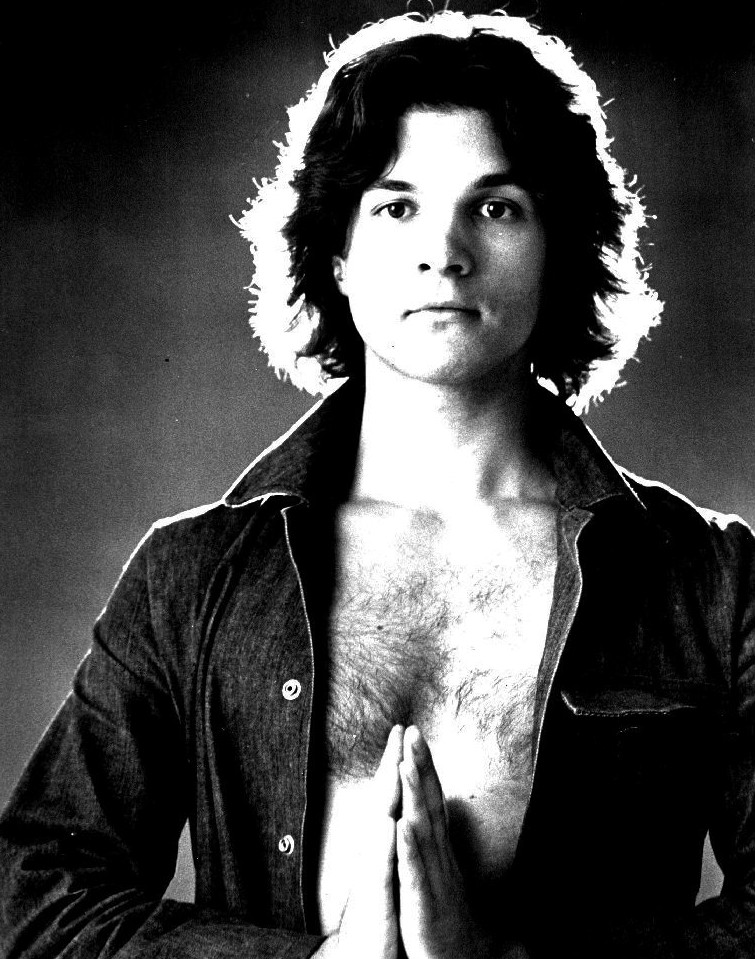
Alan Titus

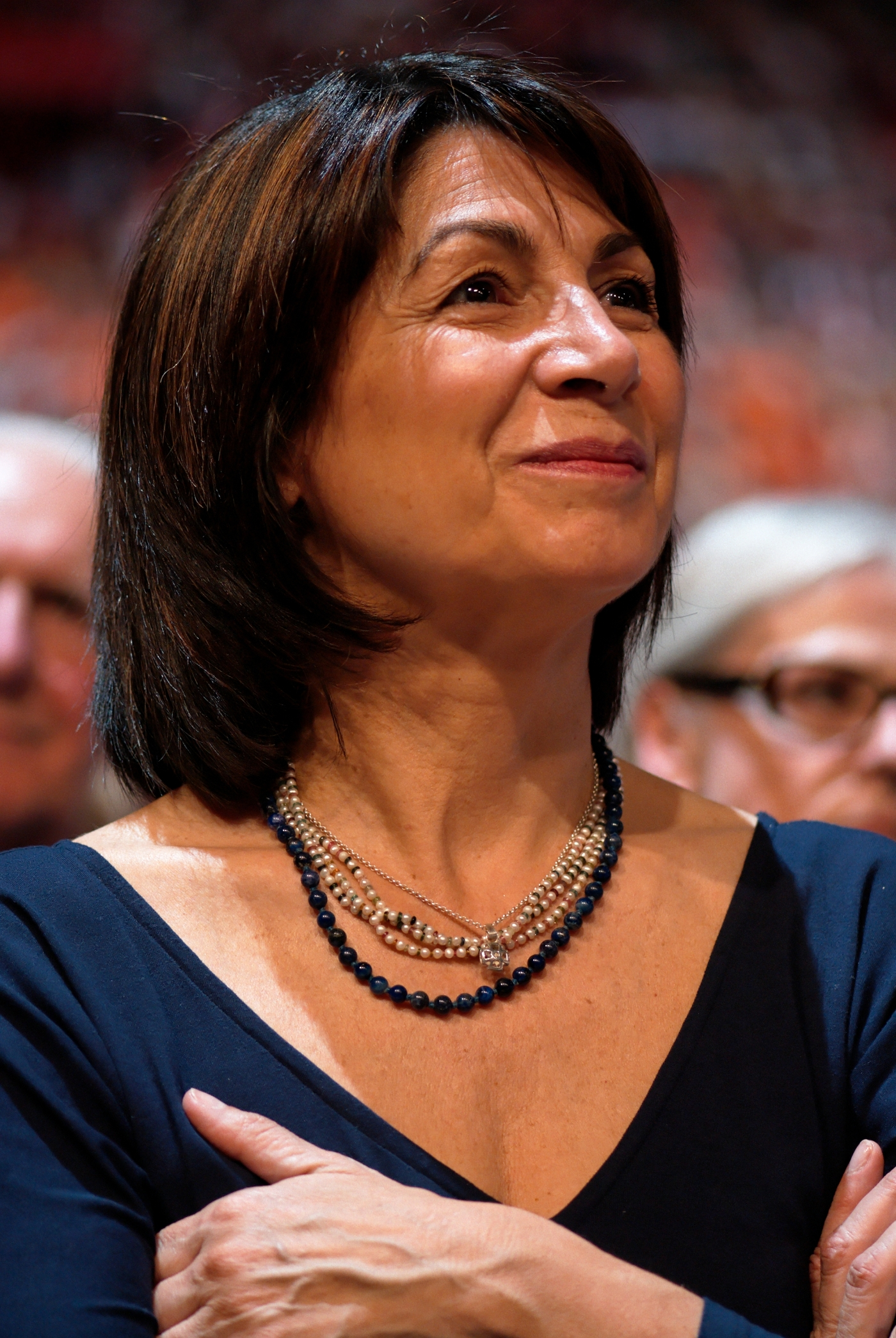
Claire Gibault

- 1er janvier : Janet Hilton, clarinettiste britannique.
- 13 janvier : Christopher Bowers-Broadbent, organiste et compositeur britannique.
- 14 janvier : Kees Bakels, chef d'orchestre néerlandais.
- 26 janvier : Jacqueline du Pré, violoncelliste britannique († 19 octobre 1987).
- 2 février : Peter Rösel, pianiste allemand.
- 6 février : Ahmed Achour, chef d'orchestre et compositeur tunisien († 29 janvier 2021).
- 12 février : Pinchas Steinberg, chef d'orchestre israélien.
- 15 février : Mario Litwin, pianiste, compositeur, chef d'orchestre et musicologue argentin.
- 25 février : Evgueni Brajnik, pianiste russe († 10 septembre 2023).
- 8 mars : Atar Arad, altiste israélien.
- 14 mars : Valentin Erben, violoncelliste autrichien.
- 30 mars : Alexandre Rabinovitch, compositeur, pianiste et chef d'orchestre russe, originaire d'Azerbaïdjan.
- 2 avril : Richard Taruskin, musicologue et critique américain († 1er juillet 2022).
- 10 avril : Pierre Molina, chef d'orchestre français.
- 29 avril : Oleg Maisenberg, pianiste russe naturalisé autrichien.
- 1er mai : Peter Kiesewetter, compositeur allemand († 4 décembre 2012).
- 8 mai : Keith Jarrett, pianiste, saxophoniste, flûtiste, percussionniste, organiste, claveciniste, guitariste et compositeur américain.
- 27 mai : Thomas Moser, artiste lyrique (ténor) autrichien).
- 1er juin : Frederica von Stade, mezzo-soprano américaine.
- 27 juin : Ragnar Søderlind, compositeur norvégien.
- 5 juillet : Alexandre Lazarev, chef d'orchestre russe.
- 7 juillet : Matti Salminen, basse finlandaise.
- 10 juillet : Graciane Finzi, compositrice.
- 12 juillet : Roger Vignoles, pianiste et accompagnateur anglais.
- 13 juillet : Jennifer Smith, chanteuse lyrique (soprano) portugaise.
- 23 juillet : Edward Gregson, compositeur anglais.
- 31 juillet : Rodney Newton, chef d'orchestre et compositeur britannique.
- 1er août : Ross Harris, compositeur néo-zélandais.
- 8 août : Štěpán Rak, compositeur et guitariste tchèque.
- 12 août : Bruno Rigutto, pianiste, compositeur et chef d'orchestre français.
- 13 août : 
  - Daniel Bourquin, saxophoniste suisse († 21 février 2023).
  - Potito Pedarra, musicologue italien.
- 25 août : Gustav Kuhn, chef d'orchestre autrichien.
- 29 août : Jacques Lenot, compositeur français.
- 31 août : Itzhak Perlman, violoniste israélien.
- 30 août : Siegfried Lorenz, baryton allemand († 24 août 2024).
- 6 septembre : Gianfranco Vinay, musicologue et professeur d'histoire de la musique italien.
- 9 septembre : Jacques Larocque, saxophoniste canadien, professeur de musique, arrangeur et administrateur universitaire.
- 11 septembre : Gianluigi Gelmetti, chef d'orchestre italien († 11 août 2021).
- 12 septembre :
  - Laurent Martin, pianiste français.
  - Potito Pedarra, musicologue italien.
  - John Mauceri, chef d'orchestre américain.
- 13 septembre : Alain Louvier, compositeur français.
- 15 septembre : Jessye Norman, soprano américaine.
- 16 septembre :
  - Nagako Konishi, compositrice japonaise.
  - Evgueni Moguilevski, pianiste russe († janvier 2023).
- 24 septembre : John Rutter, compositeur et chef de chœur britannique.
- 27 septembre : Misha Dichter, pianiste américain.
- 2 octobre : Cyril Diederich, chef d'orchestre français.
- 3 octobre : Jean-Jacques Kantorow, violoniste et chef d'orchestre français.
- 12 octobre : Régis Pasquier, violoniste français.
- 28 octobre : Alan Titus, baryton américain.
- 31 octobre : 
  - Claire Gibault, chef d'orchestre française.
  - Alexis Golovine, pianiste russe († 12 juillet 2023).
- 8 novembre : Arnold Rosner, compositeur américain († 8 novembre 2013).
- 9 novembre : Jos van Immerseel, claveciniste et chef d'orchestre belge.
- 11 novembre : Jacques Mercier, chef d'orchestre français.
- 23 novembre : Elisabeth Leonskaïa, pianiste russe et autrichienne.
- 30 novembre : Radu Lupu, pianiste roumain († 17 avril 2022).
- 2 décembre : Jerome de Bromhead, compositeur et guitariste irlandais.
- 20 décembre : David Fallows, musicologue anglais.
- 23 décembre : Georges Aperghis, compositeur grec.
- 24 décembre : Helmut Deutsch, musicologue et pianiste autrichien.
- 25 décembre : Michail Jurowski, chef d'orchestre russe.
- 27 décembre : Sylvia Kersenbaum, pianiste argentine.
- 30 décembre : Jean-Jacques Nattiez, musicologue franco-canadien.

### Date indéterminée
- Gilbert Bezzina, violoniste et chef d'orchestre français.
- Robert Cahen, compositeur de musique contemporaine et vidéaste français.
- Michel Capelier, pianiste, professeur de musique, chef d'orchestre et compositeur.
- Adélaïde de Place, musicologue française.
- Ron Hannah, compositeur de musique classique canadien.
- Jean-Michel Hasler, chef de chœur, chef d'orchestre, claveciniste et musicologue français.
- Frans Helmerson, violoncelliste suédois.
- Richard Lester, claveciniste, organiste, pianiste et musicologue anglais.
- François Rossé, compositeur, pianiste et improvisateur français.
- François Sabatier, musicologue, historien de la musique et pédagogue français.

## Décès

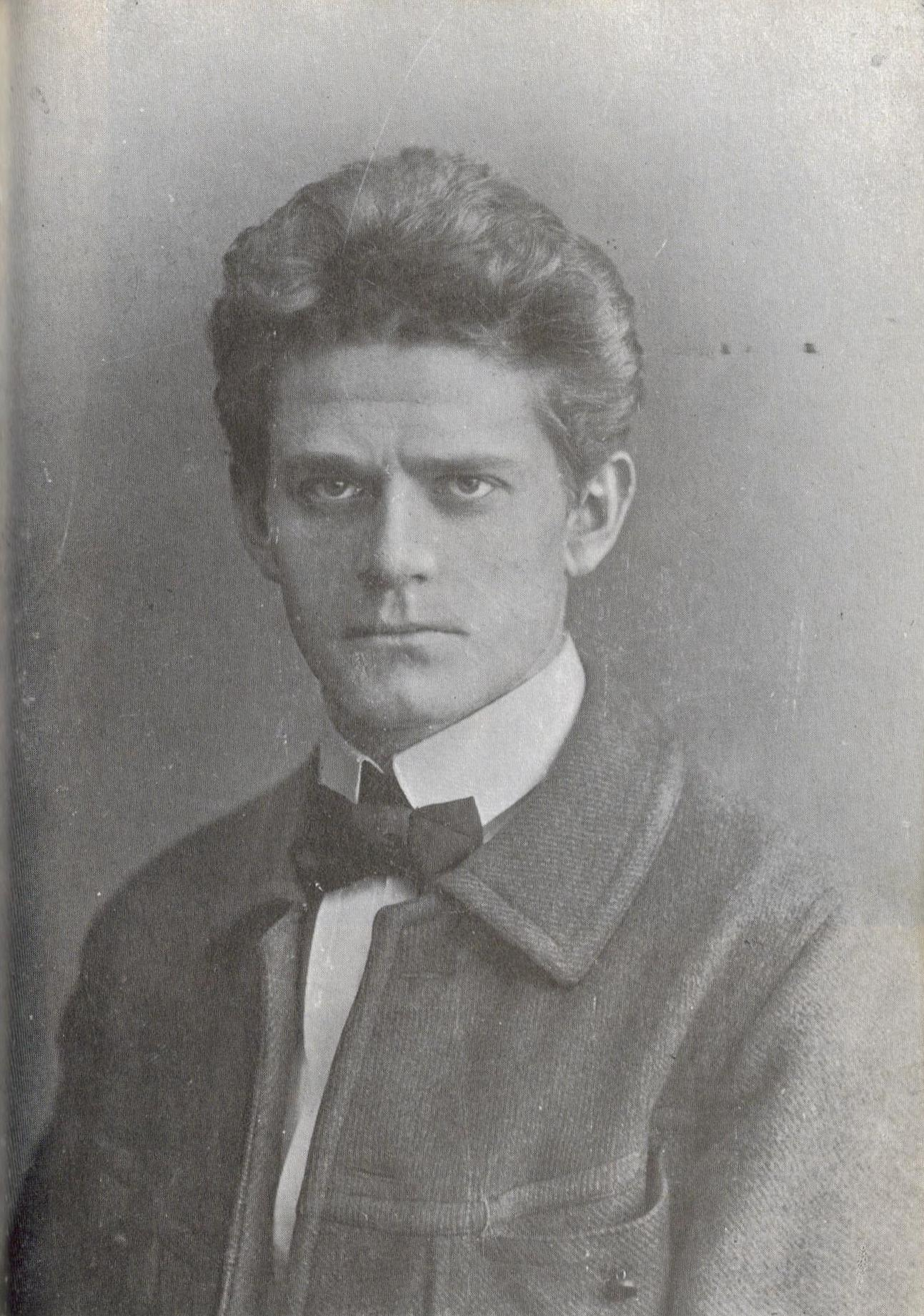
Friedrich Kayssler

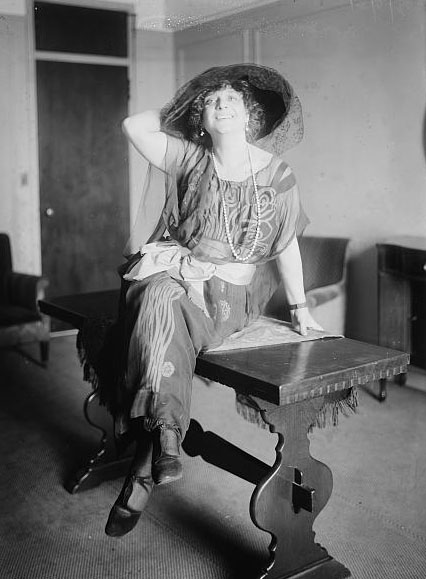
Rosina Storchio

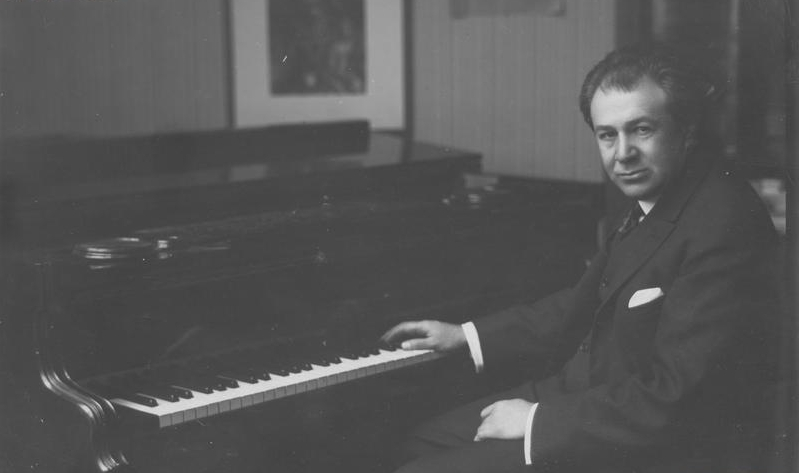
Severin Eisenberger

- 6 janvier : Heinz Alt, compositeur allemand (° 1922).
- 8 janvier : Théodore Akimenko, pianiste et compositeur ukrainien (° 20 février 1876).
- 16 janvier : Róża Etkin-Moszkowska, pianiste polonaise (° 1908).
- 19 janvier : Izabella Kuliffay, pianiste et compositrice hongroise (° 29 décembre 1863).
- 21 janvier : Lucien Lambert, pianiste et compositeur français (° 5 janvier 1858).
- 22 janvier : Julian Egerton, clarinettiste classique britannique († 24 août 1848).
- 26 janvier : Jean-Noël Charbonneau, musicien, chef de chœur, grégorianiste et professeur de musique québécois (° 5 juin 1875).
- 27 janvier :
  - Daniël Belinfante, compositeur néerlandais (° 6 mars 1893).
  - Gideon Klein, compositeur, pianiste et musicologue tchèque (° 6 décembre 1919).
- 7 février : Aldo Finzi, compositeur italien (° 4 février 1897).
- 2 mars : Jean-Baptiste Lemire, compositeur français (° 8 juin 1867).
- 3 mars : Edwin Evans, critique musical et musicographe britannique (° 1er septembre 1874).
- 6 mars : Rudolf Karel, compositeur tchèque (° 9 novembre 1880).
- 13 mars : Ludwig Rochlitzer, compositeur et avocat autrichien (° 25 août 1880).
- 24 mars : Robert Dauber, compositeur et violoncelliste allemand (° 27 août 1922).
- 4 avril : Berta Bock, compositrice roumaine (° 15 mars 1854).
- 20 avril : Edmundo Pallemaerts, compositeur belge (° 21 décembre 1867).
- 24 avril : Friedrich Kayssler, acteur, écrivain, directeur de théâtre et compositeur allemand (° 7 avril 1874).
- 30 avril : Ede Donáth, chef d'orchestre et compositeur hongrois (° 5 mai 1865).
- 15 mai : Gustave Huberdeau, baryton français (° 31 mai 1874).
- 25 mai : Vilém Kurz, pianiste et professeur tchèque (° 23 décembre 1872).
- 26 juin : Nicolas Tcherepnine, compositeur russe (° 10 mai 1873).
- 12 juillet : Bjørn Talén, chanteur d’opéra norvégien (° 8 septembre 1890).
- 24 juillet : Rosina Storchio, soprano italienne (° 19 mai 1872).
- 2 août :
  - Emil von Řezníček, compositeur autrichien (° 4 mai 1860).
  - Pietro Mascagni, compositeur italien (° 7 décembre 1863).
- 16 août : Nico Richter, compositeur néerlandais (° 2 décembre 1915).
- 17 août : Gino Marinuzzi, chef d'orchestre et compositeur italien (° 24 mars 1882).
- 23 août : Leo Borchard, chef d'orchestre russe (° 31 mars 1899).
- 10 septembre : Väinö Raitio, compositeur finlandais (° 15 avril 1891).
- 15 septembre : Anton Webern, compositeur et chef d'orchestre autrichien (° 3 décembre 1883)
- 16 septembre : John McCormack, ténor irlandais (° 14 juin 1884).
- 25 septembre : Julius Korngold, critique musical autrichien (° 24 décembre 1860).
- 26 septembre : Béla Bartók, compositeur hongrois (° 25 mars 1881).
- 30 octobre : Xian Xinghai, compositeur chinois (° 13 juin 1905).
- 3 novembre : Alessandro Longo, compositeur et musicologue italien (° 31 décembre 1864).
- 14 novembre : Renée Nizan, organiste français (° 4 janvier 1913).
- 17 novembre : Johannes Carl Paulsen, violoniste, chef d'orchestre et pédagogue allemand (° 13 février 1879).
- 8 décembre : Alexandre Ziloti, pianiste russe, également compositeur et chef d'orchestre (° 9 octobre 1863).
- 11 décembre : Severin Eisenberger, pianiste polonais (° 25 juillet 1879).
- 15 décembre : Tobias Matthay, pianiste, professeur et compositeur britannique (° 19 février 1858).
- 24 décembre : Alicia Adélaide Needham, compositrice irlandaise de chants et de ballades (° 31 octobre 1864 (ou 1875))

### Date indéterminée
- Richard Fall, compositeur et chef d'orchestre autrichien (° 3 avril 1882).
- Henri Letocart, organiste et compositeur français (° 6 février 1866).
- Fernando Obradors, compositeur espagnol (° 1897).
- Heinz Schubert, compositeur allemand (° 8 avril 1908).